# 1X Band
1X Band var en slovensk musikgrupp 1991-1997 bestående av Cole Moretti (sång, gitarr), Andrej Bedjanič (klaviatur), Tomaš Kozec (trummor), Brane Vidan (bas), Barbara Šinigoj (sång) och Sandra Zupanc (sång).
Gruppen deltog i Sloveniens första uttagning till Eurovision Song Contest 1993 med bidraget Tih Deževen Dan och vann. De slog därmed populära artister som Darja Švajger, Regina och Helena Blagne. I Eurovision Song Contest kom de på tjugoandra plats med nio poäng.

## Diskografi
- Novo jutro (1992)
- Tak je ta svet (1995)